# Julodis gariepina
Julodis gariepina es una especie de escarabajo del género Julodis, familia Buprestidae. Fue descrita científicamente por Péringuey en 1885.